# Sílvia Waiãpi
Sílvia Nobre Waiãpi (Macapá, 29 de agosto de 1975) é uma política, atriz, militar, atleta e fisioterapeuta brasileira filiada ao Partido Liberal (PL). Politicamente, está alinhada com o bolsonarismo. Em 2022 elegeu-se deputada federal pelo Amapá, com 5 435 votos.

## Início de vida
Sílvia foi adotada por uma família de Macapá, sendo criada por um professor, que iniciou a sua alfabetização. Em 2010, de acordo com o censo demográfico, os waiãpis constituíam um grupo de 945 pessoas, habitando o norte do Estado, perto da divisa com a Guiana Francesa. Aos quatro anos, Waiãpi sofreu um acidente na floresta, tendo a perna direita transpassada por um pedaço de madeira. Foi necessário realizar uma cirurgia e para isso, Waiãpi precisou permanecer por quatro meses em Macapá. Waiãpi conta que desde o primeiro contato com a urbanização, no hospital de Macapá, ficou maravilhada com essa realidade. Começou a estudar aos sete anos, ficando fascinada pela realidade escolar, em particular com as cerimônias cívicas relacionados à bandeira, ao hino nacionais e ao ensino de Moral e Cívica, característicos da educação no período da ditadura militar brasileira, assim como pela noção que lhe foi incutida de ser uma verdadeira brasileira. Desde o contato com essas realidades em 2011, Waiãpi afirmou, chorando, em entrevista a Jô Soares:
Eu passei a minha infância inteira puxando a saia das professoras e pedindo, por favor, para eu hastear aquela bandeira [do Brasil], mas ninguém deixava. Só as crianças brancas e não índias podiam— Sílvia Waiãpi

## Vida pessoal
Aos treze anos deu à luz sua primeira filha, Ydrish, deixando a aldeia um ano depois. Mudou-se sozinha para o Rio de Janeiro, tornando-se moradora de rua aos quatorze anos. Em 2011, para poder se alimentar vendeu uma pedra que considerava sagrada, que levara consigo, conseguindo o suficiente para dois dias. Depois começou a trabalhar vendendo livros de porta em porta.
Além de Ydrish, Waiãpi teve outros dois filhos, enquanto no Rio de Janeiro: Tamudjim, aos 15 anos, e Yohanna, aos 17. Posteriormente contraiu matrimônio com um militar, tendo em 2018 uma neta.
Waiãpi é evangélica. Em 2012, afirmou em entrevista a Ronnie Von:
Eu tenho muito orgulho de ser brasileira. Meu maior orgulho é ser indígena, é ser mulher, poder erguer minha cabeça todos os dias e ir trabalhar e acreditar que vou salvar o Brasil.— Silvia Waiãpi
Silvia manteve sempre os laços com o pai, o cacique Seremete, voltando à aldeia natal uma vez por ano, nas férias.

## Carreira artística
Enquanto no Rio de Janeiro, conheceu um camelô que a ajudou a encontrar um local para viver com a sobrinha, que tinha acabado de se divorciar. Conseguiu empregar-se no Círculo do Livro, conhecendo poetas e artistas e começando a se desenvolver culturalmente, ao mesmo tempo em que frequentava a escola. Ainda adolescente, começou a escrever e declamar poesias.
Waiãpi ingressou num grupo de atores, estudou teatro, formando-se em artes cénicas com 24 anos. Trabalhou na TV Globo, como aderecista do departamento de figurino, preparadora de elenco da minissérie A Muralha e pesquisadora de texto na novela Uga Uga, ambas estreadas em 2000. Estas funções viriam a lhe render depois papéis como atriz.
Após a interrupção causada por sua carreira esportiva, voltou a atuar em 2006, interpretando Pena Levinha, na novela Bang Bang, da TV Globo, e participando da minissérie A Cura, da Rede Globo, em 2010.
Viveu o principal papel como Domingas, uma indígena tirada da sua tribo para trabalhar como doméstica na minissérie Dois Irmãos, exibida em 2017, inspirada no livro homónimo de Milton Hatoum. Contracenou com o protagonista Cauã Reymond, que interpretava os gêmeos Omar e Yaqub.
Procuravam uma indígena pra fazer teste e não encontravam. Aí o produtor de elenco lembrou da minha entrevista [com Jô Soares]. Quando me chamou para conversar é que ele descobriu que já havia feito outros trabalhos na casa.— Sílvia Waiãpi, em entrevista ao portal UOL

## Esporte
A carreira artística de Waiãpi acabou sendo interrompida pela atividade esportiva. Em entrevista a Jô Soares, gravada em 2012, Waiãpi revelou um incidente traumático como sendo o gatilho para sua trajetória no atletismo. Após ser atacada por um homem enquanto fazia uma caminhada no Rio de Janeiro, decidiu começar a treinar corrida para evitar passar por situações semelhantes. Interessou-se pela modalidade, passando a participar de competições. Foi descoberta por um técnico do Vasco da Gama, passando a treinar no clube. Em 2003, graças ao seu bom desempenho, conseguiu uma bolsa de estudo para estudar fisioterapia no Centro Universitário Augusto Motta.

## Carreira militar
Após várias especializações, um trabalho como fisioterapeuta com um grupo de fuzileiros navais a fez interessar-se pela carreira militar. Em 2019, Waiãpi contou em entrevista que em 2007 a sua família havia sido vítima de uma violência muito grande no Rio de Janeiro, tendo o marido sequestrado e assassinado. Isso fez com que passasse a ter uma percepção maior sobre segurança pública, atividades de inteligência e segurança nacional.
Em 2009, Waiãpi tentou entrar para as Forças Armadas, sem sucesso. Tentou novamente em 2010, sendo aprovada para a Marinha e para o Exército, vindo a escolher o Exército. Segundo Waiãpi, a escolha ocorreu porque "sua pele é verde oliva". Em 2011, tornou-se a primeira mulher indígena incorporada no Exército Brasileiro, com o posto de tenente, sendo aprovada com uma das melhores pontuações no Centro de Preparação de Oficiais da Reserva (Cpor) do Rio de Janeiro, onde fez o estágio. 
À data da incorporação, Waiãpi estava fazendo pós-graduação em gênero e sexualidade pelo Instituto de Medicina Social da Universidade Estadual do Rio de Janeiro.
Em 2016, passou a ocupar a função de chefe do serviço de medicina física e reabilitação em fisioterapia no Hospital Central do Exército, em Benfica, na zona norte do Rio de Janeiro. Tem atualmente o posto de primeiro-tenente.

## Atividade política
Waiãpi defende a integração dos índios à sociedade formal, sobretudo por meio da continuidade dos estudos. A tenente vê um papel decisivo das Forças Armadas na política indigenista brasileira, uma vez que os militares têm meios e pessoal para chegar a comunidades muito afastadas e de difícil acesso, levando apoio social e exercendo ações na área de saúde.
Em novembro de 2018, foi uma das quatro mulheres que faziam parte do grupo de transição anunciado por Jair Bolsonaro, então do PSL. Segundo Waiãpi, Bolsonaro não é contra os indígenas.
Waiãpi é próxima da ex-titular do Ministério da Mulher, da Família e dos Direitos Humanos, Damares Alves, e da primeira-dama brasileira, Michelle Bolsonaro.

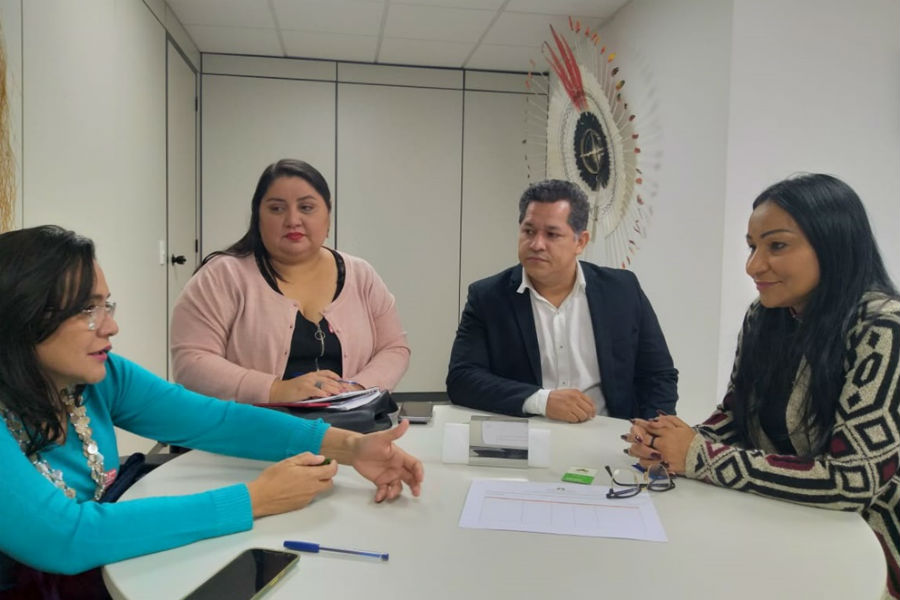
Encontro com representante do Governo do Amapá para fechamento de parceria para combater doenças em áreas indígenas, em julho de 2019

### Secretaria Nacional de Saúde Indígena
A 24 de abril de 2019, assumiu o posto de secretária de Saúde Indígena do Ministério da Saúde, sendo indicada pelo então ministro da Saúde, Luiz Henrique Mandetta. A sua condução foi comemorada por Damares Alves, que publicou nas suas redes sociais: "Gente, aqui vai um recado para aqueles que disseram que Bolsonaro ia perseguir índio no Brasil. O presidente da Funai, Franklimberg de Freitas, é índio, a secretária nacional de saúde indígena é índia, a ministra é mãe de índia. É o governo Bolsonaro fazendo a diferença". Por outro lado, a indicação de Waiãpi gerou indignação em parte do movimento indígena. Em julho, lideranças da principal organização dos povos tradicionais, a Articulação dos Povos Indígenas do Brasil (Apib), ocuparam a Sesai pedindo a exoneração da secretária. Um comunicado da Apib, no dia da ocupação, afirmava: "Silvia Waiãpi, que além de não entender nada de gestão pública, envergonha os povos indígenas do Brasil, ao se colocar a serviço de interesses escusos de quem quer que seja e de um governo declaradamente anti-indígena".
Um de seus primeiros atos no cargo foi autorizar o pagamento de uma fatura de 4,9 milhões em serviço de transporte aéreo em Roraima que a diretoria da Secretaria era contra pagar, pois o cobrador, a Voare Táxi Aéreo, estava com o contrato vencido. Amparando-se em um parecer da Advocacia Geral da União (AGU), Waiãpi liquidou a fatura.

#### Processo do Ministério Público Federal
Em 2 de dezembro de 2019, o Ministério Público Federal (MPF) no Pará pediu uma multa diária de 13 milhões de reais ao ministério da Saúde, e outra multa a Waiãpi, enquanto secretária especial de saúde indígena, por descumprimento de uma decisão judicial que deveria garantir atendimento diferenciado a indígenas no estado. O processo arrastava-se havia quatro anos, referindo-se à prestação de serviços de saúde a povos indígenas em terras tradicionais ainda não homologadas no baixo Tapajós, envolvendo pelo menos treze etnias que deveriam ser atendidas. A ação do MPF visava ainda garantir o atendimento a indígenas que vivem nos centros urbanos da região, alegando agravos à saúde dos indígenas.
A decisão que deu ganho de causa ao MPF, proferida em 2017 e confirmada em janeiro de 2019, previa três etapas para atender os indígenas: cadastro dos que passariam a ser usuários da saúde diferenciada; inclusão dos usuários na Casa de Saúde Indígena em Santarém; seleção e contratação das equipes para realizar o atendimento. Todas estas etapas foram cumpridas, mas, segundo o MPF, após Waiãpi assumir o cargo, o processo foi paralisado, tendo a secretária optado por não cumprir a decisão "de forma consciente e voluntária", não autorizando o trabalho de equipes multidisciplinares de saúde indígena na região. Na ação, enviada em ofício à Justiça Federal de Santarém, o MPF argumentou que, entre 2016 e 2018, havia empecilhos burocráticos, como orçamento insuficiente e licitação que deveria ser feita, impedindo que a Sesai colocasse a equipe em campo. Em fevereiro de 2019, entretanto, houve um processo de seleção público que selecionou dois enfermeiros, dois cirurgiões dentistas, dois auxiliares de saúde bucal e seis técnicos de enfermagem para atuar no baixo Tapajós, sendo os nomes dos selecionados publicados em 2 de maio. Os selecionados chegaram a ser apresentados para os indígenas para começar a trabalhar. No entanto, "por descumprimento voluntário" de Waiãpi, as equipes não estavam atendendo os indígenas da região. A sua contratação não foi autorizada, não existindo qualquer sinalização de que iria rever sua decisão.

### Conselho de Promoção da Igualdade Racial
Em fevereiro de 2021, foi nomeada Conselheira Nacional de Promoção da Igualdade Racial, cargo vinculado ao Ministério da Mulher, da Família e dos Direitos Humanos, dirigido por Damares Alves. A principal missão é propor políticas de promoção da igualdade racial, com ênfase na população negra e em outros segmentos raciais e étnicos da população brasileira, devendo ainda propor alternativas para a superação das desigualdades raciais, do ponto de vista econômico, social, político e cultural. No mesmo mês, visitou a comunidade remanescente de quilombo, na APA do Curiaú, em Macapá.
No mesmo mês foi convidada a se filiar ao Patriotas, legenda muito próxima de Jair Bolsonaro, com a proposta de disputar a sua única cadeira ao Senado Federal, que seria renovado em 2022.

### Comissão de campanha de Jair Bolsonaro
No dia 7 de outubro de 2022, após assumir a coordenação da campanha de reeleição do presidente Bolsonaro, o Ministério Público Eleitoral apresentou denúncia contra Silvia, alegando que a deputada, até então candidata, utilizou-se de 9 mil reais captados do fundo eleitoral, valor que foi gasto em uma harmonização facial. A denúncia foi feita pela própria coordenadora de campanha da Waiãpi, Maete Mastop, que junto de um advogado procurou o Ministério Público Eleitoral para denunciar que Waiãpi pediu a ela para que transferisse o referido valor da sua conta de campanha para a conta pessoal da sua coordenadora, e que na data foi solicitado por Waiãpi que a mesma transferisse o valor da sua conta pessoal para a conta do profissional que fez o procedimento, alegando que haveria a restituição do valor assim que saísse seu pagamento de militar da reserva. Todavia ao perceber que não foi pago e que foi cúmplice de um ato ilícito, a coordenadora procurou o MPE. Na representação, o promotor solicitou que fosse suspensa a diplomação da candidata e que houvesse a cassação de seu mandato. Por fim, o processo continuou em andamento.

### Eleição para deputada federal do Amapá
Sílvia Waiãpi elegeu-se deputada federal no Amapá pelo PL, sendo a deputada menos votada do Brasil, com 5 435 votos. Ela recebeu apoio de nomes como Eduardo Bolsonaro, Damares Alves e Carla Zambelli, o que levou a críticas da Bancada do Cocar.
Durante as eleições, entrou com uma ação no Tribunal Regional Eleitoral contra os presidentes nacional e regional de seu partido, Valdemar Costa Neto e Alex de Almeida Pereira, os acusando de repassar menos verbas por ela ser negra, indígena e bolsonarista. Ela recebeu apenas 126 mil reais, enquanto Kaká Barbosa recebeu 1 milhão e Mariana Souto recebeu 500 mil. Também afirma que o partido não enviou seu material de campanha para passar no horário eleitoral gratuito por não ter apoiado a eleição de Davi Alcolumbre, desafeto de Bolsonaro.

### Cassação no Tribunal Regional Eleitoral do Amapá
O Tribunal Regional Eleitoral do Amapá (TRE-AP) rejeitou a prestação de contas da deputada e cassou o seu mandato por unanimidade em 19 de junho de 2024. Segundo a representação do Ministério Público, ela teria praticado gastos ilícitos em sua campanha eleitoral, como o uso de 9 mil reais dos recursos direcionados à campanha de 2022 para realizar uma harmonização facial em um consultório odontológico do Amapá. Como se trata de uma decisão em primeira instância, a deputada ainda pode recorrer ao Tribunal Superior Eleitoral e permanecer no cargo até uma decisão final da corte.

### Perda de mandato por decisão da Mesa Diretora da Câmara dos Deputados
Em 30 de julho de 2025, a Mesa Diretora da Câmara dos Deputados declarou a perda definitiva do mandato de Silvia Waiãpi. A decisão foi motivada por uma mudança de entendimento do Supremo Tribunal Federal sobre as regras de distribuição das chamadas "sobras eleitorais". O STF formou maioria para invalidar a regra conhecida como “80/20”, que estabelecia que apenas partidos que atingissem ao menos 80% do quociente eleitoral, e candidatos com pelo menos 20% desse quociente, teriam direito à disputa pelas vagas remanescentes na eleição proporcional.
A própria Câmara dos Deputados tentou apresentar um recurso ao STF para impedir a mudança nas cadeiras dos parlamentares, mas o recurso foi rejeitado pelo colegiado da corte. Com a invalidação dessa regra, foi feita uma recontagem na totalização dos votos dos deputados pela Justiça Eleitoral no início de junho de 2025. Além de Waiãpi, outros seis deputados federais eleitos sob a vigência da regra antiga acabaram também perdendo os seus mandatos: Gilvan Máximo (Republicanos-DF), Augusto Pupio (MDB-AP), Lebrão (UNIÃO-RO), Lázaro Botelho (PP-TO), Professora Goreth (PDT-AP) e Sonize Barbosa (PL-AP). A decisão gerou indignação e protestos dos deputados atingidos, que afirmaram que irão convocar uma Greve de fome para protestar diante da decisão.

## Desempenho eleitoral
| Ano do pleito | Interpretação | Abrangência       | Partido | Candidata a      | Votos | %     | Resultado  | Ref               |
| ------------- | ------------- | ----------------- | ------- | ---------------- | ----- | ----- | ---------- | ----------------- |
| 2022          | Até 2025      | Estadual no Amapá | PL      | Deputada federal | 5 435 | 1,28% | Eleita     | [ 19 ]            |
| 2022          | Após 2025     | Estadual no Amapá | PL      | Deputada federal | 5 435 | 1,28% | Não Eleita | [ nota 2 ] [ 18 ] |